# チャレンジカップジャパン
チャレンジカップジャパン（Challenge Cup Japan）は、フェラーリの市販車を使用した日本国内でのレース。2009年2月に第一戦を岡山国際サーキットで開催。カテゴリー（改造・車種等）は細かく区分けされ、1980年代製造の車でも参加できる。フェラーリオーナー他、輸入車販売店・修理工場等のバックアップのもと名古屋のティウエスト株式会社が運営・企画している。年に4回ほど開催される予定だが、全国の有名ショップ等の賛同も多く、今後企画は拡大していく予定である。フェラーリオーナーの情報交換の場になりつつある。